# Arnold Koller
Pour les articles homonymes, voir Koller.
 (mai 2022).
Si vous disposez d'ouvrages ou d'articles de référence ou si vous connaissez des sites web de qualité traitant du thème abordé ici, merci de compléter l'article en donnant les références utiles à sa vérifiabilité et en les liant à la section « Notes et références ».
Arnold Koller, né le 29 août 1933 à Saint-Gall (originaire de Gossau et d'Oberbüren), est un homme politique suisse, membre du Parti démocrate-chrétien (PDC). Il est conseiller fédéral de 1987 à 1999 et président de la Confédération en 1990 et 1997.

## Études et carrière
Originaire de Gossau et d'Oberbüren, Arnold Koller naît le 29 août 1933 à Saint-Gall.
Il fait ses études aux universités de Fribourg et Université de Berkeley. Il est licencié en sciences économiques et avocat.
Professeur de droit commercial et économique européen à la Haute École de Saint-Gall, il est président du Tribunal cantonal d'Appenzell de 1973 à 1983.

## Conseiller national
Arnold Koller est élu conseiller national le 6 juin 1971 lors du premier scrutin de l’histoire helvétique où les femmes peuvent participer à une élection fédérale. Paradoxalement, les habitantes d'Appenzell Rhodes-Intérieures sont ainsi les premières à voter sur le plan fédéral et les dernières au niveau cantonal.
Au Conseil national, Arnold Koller succède à Raymond Broger, devenu conseiller aux États. Il se révèle rapidement un brillant parlementaire[réf. nécessaire]. Pendant quatre ans, à partir de 1980, il est président du groupe parlementaire PDC. Il préside la chambre basse pendant l’année 1984/85. Arnold Koller est membre de la commission des affaires étrangères, de la commission de la science et de la recherche, de la commission des affaires militaires et de la commission des finances. Il préside la commission chargée d’élaborer l’article constitutionnel sur la radio et la TV et appartient par ailleurs à 80 commissions ad hoc.

## Conseiller fédéral
L'Assemblée fédérale ne manifeste pas beaucoup d’hésitation pour remplacer Kurt Furgler : Arnold Koller, Saint-Gallois d'origine mais Appenzellois de cœur et d'élection, est élu dès le premier tour avec 180 voix. Il est le 95e conseiller fédéral de l'histoire.
Arnold Koller est président de la Confédération en 1990 et 1997.

### Département militaire
Arnold Koller est à la tête du Département militaire (DMF) de 1987 à février 1989.
Il doit s'occuper de l'initiative concernant le droit d’initiative en matière d'armement, qui est rejetée, mais aussi de celle dite de Rothenthurm pour la protection des marais, qui est acceptée. Il assure la modernisation de l'aviation, avec les crédits pour le F/A 18, pour le missile sol-air Stinger et pour l’hélicoptère Superpuma. Il prépare aussi le message sur les objecteurs de conscience et implique l'armée dans des opérations de maintien de la paix à Chypre, au Liban, au Proche-Orient, en Namibie.

### Département de justice et police
Arnold Koller prend la tête du Département fédéral de justice et police (DFJP) en 1989, en pleine tempête de l’affaire des fiches, qui débouche sur la constitution d'une commission d’enquête.
Président de la Confédération en 1990, il signe au nom de la Suisse la Charte de Paris pour une nouvelle Europe qui donne naissance à une Organisation pour la sécurité et la coopération en Europe renforcée.
Au DFJP, il s'occupe avec patience et ténacité de nombreux problèmes : politique des réfugiés, lutte contre le crime organisé, blanchiment de l’argent sale, réorganisation du Ministère public.
Sur huit projets d'ordre constitutionnel relevant de son département soumis au vote populaire, sept sont acceptés. Un seul projet est rejeté par la majorité des cantons, celui concernant la naturalisation facilitée (accepté par le peuple).
En tant que chef du DFJP, Arnold Koller contribue à l'élaboration de la nouvelle Constitution. La troisième charte fondamentale de l'État fédéral suisse est adoptée le 18 avril 1999 peu avant son départ du gouvernement. Si cette œuvre ne va pas aussi loin que certains[Qui ?] le souhaitent, elle n’en constitue pas moins la condition préalable à des réformes de plus grande ampleur[réf. nécessaire].
En 1997 la lex Friedrich restreignant l'achat de biens immobiliers par des étrangers est modifiée et devient la lex Koller.

## Personnalité
Pour Arnold Koller, gouverner signifie pondération et petits pas permettant de forger l'avenir du pays.
Derrière l'homme d’État sérieux et le professeur de droit compétent se trouve aussi un homme fin et cultivé, qui a lu Hermann Hesse, Max Frisch et Friedrich Dürrenmatt mais aussi Mauriac, Bernanos et même Françoise Sagan.
Il a apporté au collège gouvernemental l'avis d'un juriste scrupuleux et garant de l’état de droit.